# Thomas E. Schmidt
Thomas E. Schmidt (* 1959) ist ein deutscher Journalist und Redakteur im Ressort Feuilleton der Wochenzeitung Die Zeit.

## Leben
Schmidt studierte Philosophie, Germanistik, Linguistik und Kunstgeschichte an den Universitäten München, Hamburg und Florenz. Mit einer Arbeit über den frühromantischen Roman promovierte er zum Dr. phil. Er arbeitete in der Kulturredaktion des ZDF in Mainz und war Literaturredakteur der Frankfurter Rundschau. Am 1. März 1999 wurde er Leiter des Feuilletons der Zeitung Die Welt und seit 1999 Kulturkorrespondent der Wochenzeitung Die Zeit in Berlin. Er steht dem Seeheimer Kreis der SPD nahe und war Co-Autor von Frank-Walter Steinmeiers 2009 erschienenem Buch Mein Deutschland.

## Veröffentlichungen (Auswahl)
- Schwerer Abschied vom Konsens, in: Ludger Heidbrink und Harald Welzer (Hrsg.): Das Ende der Bescheidenheit. Beck 2007, ISBN 978-3406559549.[2]
- Schneisen durch den föderalen Dschungel. Rückblick auf die Kulturpolitik der Regierung Schröder, in: Hilmar Hoffmann/Wolfgang Schneider (Hrsg.), Kulturpolitik in der Berliner Republik. Köln 2002. 29ff.
- Welches Konzept einer Volkspartei hat die CDU?, in: Neue Gesellschaft/Frankfurter Hefte 47 (2000) 432–434.
- Sechs Thesen zum deutschen Theater, in: Peter Iden (Hrsg.), Warum wir das Theater brauchen. Suhrkamp TB 1995, ISBN 978-3518389836.
- Große Erwartungen. Die Boomer, die Bundesrepublik und ich. Rowohlt, Hamburg 2022, ISBN 978-3-498-00307-4.